# سوس ماسه درعه
سوس ماسه درعه یکی از منطقه‌های مراکش بود که در مرکز این کشور قرار داشت. این منطقه ۷۰٬۸۸۰ کیلومترمربع مساحت دارد. جمعیت این منطقه در سال ۲۰۰۴ برابر با ۳٬۱۱۳٬۶۵۳ بوده‌است شهر اگادیر مرکز این منطقه بود.